# Charles Thomas Maillard de Tournon

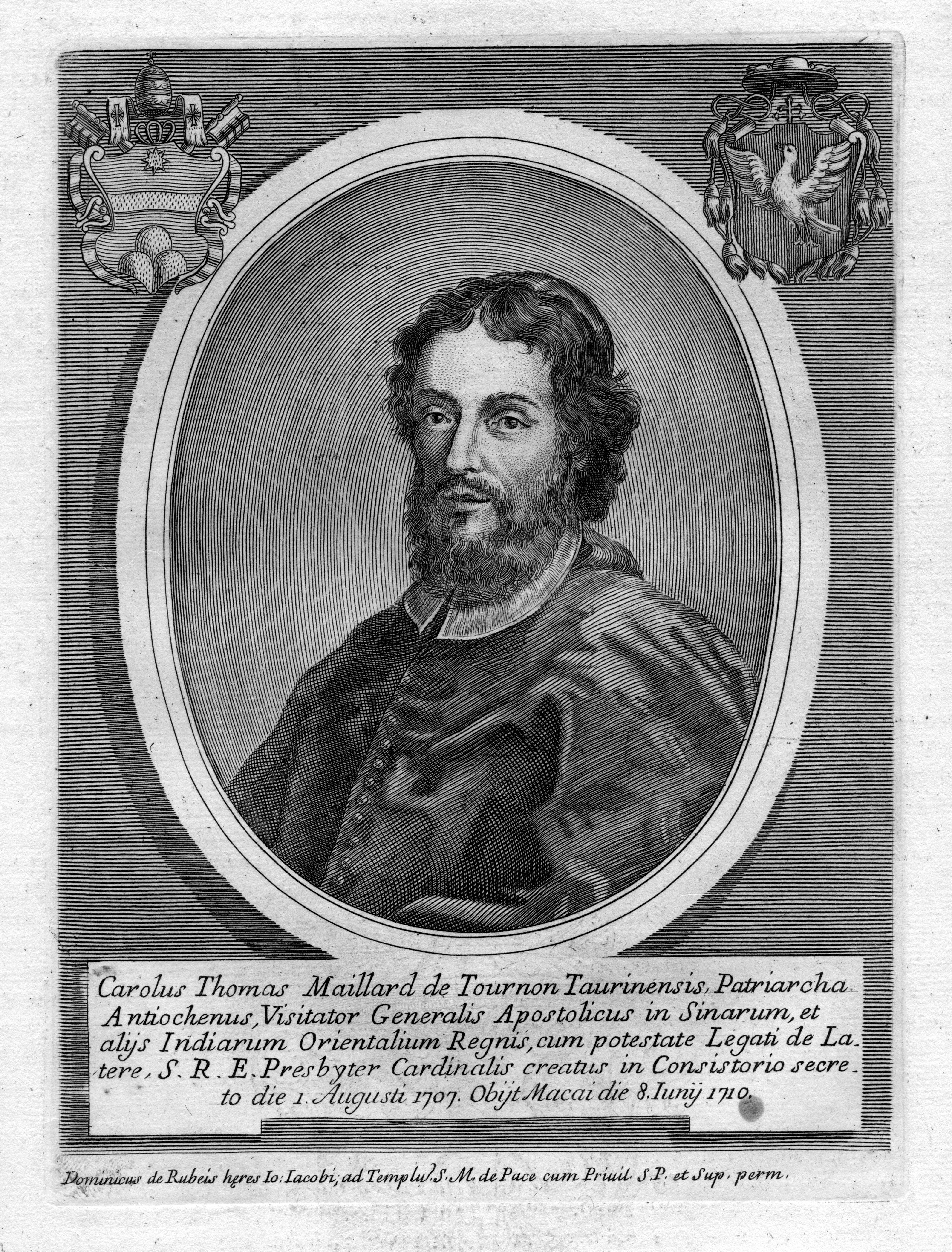
Kardinal Charles Thomas Maillard de Tournon (Stich von Domenico de Rossi, 1. Drittel 18. Jhd.)

Charles Thomas Maillard de Tournon (* 21. Dezember 1668 in Turin; † 8. Juni 1710 in Macau) war ein Kardinal der Römischen Kirche.

## Leben
Er stammte aus savoyardischem Adel. Sein älterer Bruder war der Markgraf Ercole Turinetti de Prié, Diplomat und 1716–1726 stellvertretender Statthalter der Österreichischen Niederlande. Maillard de Touron studierte an der Universität von Nizza, wo er am 28. August 1688 einen Magister der Theologie und am 23. Januar 1690 einen Doktor beider Rechte erwarb.
Nach seiner Priesterweihe am 12. Juni 1695 wurde er Auditor des Kardinals Baldassare Cenci und anschließend Privatkämmerer Papst Clemens XI., der ihn auch zum Präfekten der Dottrina Cristiana machte.
Papst Clemens XI. ernannte ihn nicht nur am 5. Dezember 1701 zum Titularpatriarchen von Antiochien und am 8. Dezember 1701 zum päpstlichen Thronassistenten, sondern spendete ihm auch am 21. oder 27. Dezember 1701 persönlich die Bischofsweihe.
Am 4. Juli 1702 wurde er zum Apostolischen Visitator und Legaten a latere für China und Ostindien ernannt. Am 9. Februar 1703 reiste er nach Osten ab. Hier sollte er Ordnung schaffen und unter anderem die Missionare und Gemeinden wieder zur römischen Liturgie zurückführen und enger an den Apostolischen Stuhl binden. Nachdem er hierzu einige Zeit in Indien war, reiste er über die Philippinen nach China. Im Dezember 1705 vom chinesischen Kaiser Kangxi freundlich in Peking aufgenommen, wurde er 1707 inhaftiert, nachdem die Exkommunikation der in China lebenden Katholiken, welche weiterhin einem sich eingebürgerten Eigenritus anhingen, ausgesprochen war. An den Papst sandte der Kaiser eine aus Jesuiten bestehende Protestdelegation.
Im Konsistorium vom 1. August 1707 erhob Papst Clemens XI. Maillard de Tournon zum Kardinalat und ernannte ihn darauf zum Kardinalpriester, jedoch erhielt er keine Titelkirche zugewiesen.
Später wurde er zum päpstlichen Gesandten in Macao ernannt. Es bestand die Frage, inwieweit die konfuzianischen Bräuche mit dem Katholizismus vereinbar waren. Die örtlichen Jesuiten hatten hier eine sehr liberale Haltung, die von Franziskanern und Dominikanern kritisiert wurde. Papst Clemens XI. hatte Maillard De Tournon zur Streitschlichtung entsandt, doch letztlich starb der päpstliche Gesandte, ohne eine Entscheidung in der anstehenden Frage getroffen zu haben. Erst kurz vor seinem Tod erfuhr er von seiner Kardinalserhebung.
Sein Leichnam wurde von seinem Nachfolger in Macao, Carlo Ambrogio Mezzabarba, nach Rom überführt, dort wurde er in der Kirche der Kongregation Propaganda Fide am 27. September 1723 beigesetzt.

## Werke
Die Memoiren des Kardinals wurden 1771 in Venedig in acht Bänden veröffentlicht.